# Philip Bennett
Philip Bennett (San Francisco) és un periodista estatunidenc i professor de periodisme i política pública a la Universitat Duke. Estudiant de la Universitat Harvard, Bennett va començar la seva carrera al diari peruà Lima Times abans d'unir-se a l'equip de The Boston Globe (1984-1997) i The Washington Post (1997-2009). Va ser cap de redacció del Post de 2004 a 2008, un període durant el qual el diari va guanyar deu premis Pulitzer. Anteriorment va ser al mateix mitjà editor nacional adjunt de seguretat nacional, defensa i política exterior i cap de redacció adjunt d'informació internacional. En el Boston Globe, va ser corresponsal a l'estranger, reporter metropolità, editor adjunt de notícies de la secció "Metro" i, finalment, editor internacional del diari. També és professor, amb l'honor de James B. Duke, i director del Centre DeWitt Wallace per als mitjans i la democràcia de la Universitat Duke.